# واينو آلتونين
واينو فالديمار آلتونين (ولد في 8 من  مارس في العام 1894 -وتوفي في 30 مايو من العام 1966) كان فنانًا فنلنديًا ونحاتًا يصفه قاموس سيرة تشامبرز بأنه «أحد النحاتين الفنلنديين الرائدين».
وقد ولد لخياط في قرية كارينينن بفنلندا وأصبح مهتما بالفن بعد أن كان أصمًا في طفولته وحضر مدرسة الرسم التابعة لجمعية فنون توركو منذ سن 16 أو تحديدا بين عامي 1910 و 1915، أمضى الكثير من السنوات الأولى في هذه المدرسة يدرس الرسم لكنه كان أساسا متعلمًا ذاتيًا كنحات، تعلم تقنيات معالجة الرخام مع قريبه آري ألتونين وبالعمل كمتدرب في بناء الأحجار في هيرفنسالو، كان النحات فيليكس نيلوند مدرسًا بديلًا في مدرسة الفنون في توركو لموسم واحد وكان عمله مصدر إلهام لألتونين الصغير.
في رحلة قام بها ألتونين إلى إيطاليا سنة 1923 قد فتحت هذه الرحلة عينيه على الفن الكوبي والمستقبلي وهذه العناصر ترى بشكل رئيسي في لوحاته.
عندما قامت جمهورية فنلندا واشتعلت الحرب العالمية الأولى فقد نصب نصبا تذكاريا للحرب وسرعان ما أصبح رمزًا قوميًا ونموذجًا لفنلندا الذي أسس معرضًا في ستوكهولم عام 1927، تتميز منحوتاته بشكلها الطبيعي وهو معروف بالشخصيات والمطعومات الضخمة التي تصور مواطني فنلندا، من الأمثلة على ذلك منحوتة عام 1925 لبافو نورمي التي تعرض قصاصة منها خارج ملعب هلسنكي، ثمة عمل بارز آخر وهو لجان سيبيليوس تمثال نصفي سنة 1928، هذان العملان  كالجسم الرئيسي لعمله هما قوالب من البرونز — مع إنه عمل في الحجر وحتى الزجاج. وعلى الرغم من أن التأثير الكوبي طبيعي بشكل رئيسي فهو موجود هنا أيضا، كما كان أحد رواد النحت المباشر في اوائل القرن ال‍عشرين.
عندما تم بناء مجلس البرلمان الجديد لفنلندا تمنى المهندس المعماري يوهان سيغفريد سيرين أن يتمكن من شراء المنحوتات مباشرة من آلتونين، لكنه بدلا من ذلك أعلن عن منافسة مفتوحة واختير عمل آلتونين وفيوتشر كفائزيين، صدرت سلسلة منحوتات الجص المطلي بالذهب التي أكملها ألتونين في سنة 1932 بالبرونز بعد وفاته.
تزوج آلتونين أربع مرات؛ فكانت وزوجته الاولى هي المغنية آينو أليسا بيتيكاينين سنة 1920 أما زوجته الثانية الممثلة إلسا إميليا رانتالاينن سنة 1931، زوجته الثالثة كانت مراعية الجدليات في ڠاليري أرتيك الفي إليزابيت هرنيل سنة 1942 وزوجته الرابعة طبيبة ماري اليزابيث ماسيك سنة 1961، أما عن ابنه ماتي آلتونين فقد أصبح مهندسًا معماريًا ومن تصاميمه الشهيرة متحف واينو آلتونين في توركو.
توجد مجموعة كبيرة من أعماله في معرض دائم في متحف واينو آلتونين للفنون في توركو، كان عمله أيضًا جزءًا من حدث النحت في المسابقة الفنية في الألعاب الأولمبية الصيفية في العام 1948.

## وصلات خارجية
- وسائل الإعلام المتعلقة بواينو آلتونين في ويكيميديا كومنز
- متحف واينو آلتونن للفنون في توركو (بالفنلندية)
- قاموس توقيع الفن - توقيع حقيقي للفنان واينو آلتونين فيما يلي 11 مثالاً على توقيع واينو آلتونين ومونوغرام ستة مؤرخة من العام 1925 إلى العام 1940.